# Kalvi
Kalvi est un village de la Commune d'Aseri du Comté de Viru-Est en Estonie. 

## Géographie
Il est situé à environ 4 km au nord de la route de Tallinn–Narva, 5 km au nord-ouest d'Aseri et 7 km nord-est de Viru-Nigula, sur la côte du Golfe de Finlande. 

## Population
Il compte 33 habitant au recensement de 2011 selon le site du village.
Au 31 décembre 2011,  il compte 51 habitants.